# Polymixis discalis
Polymixis discalis är en fjärilsart som beskrevs av Rothschild 1912. Polymixis discalis ingår i släktet Polymixis och familjen nattflyn. Inga underarter finns listade i Catalogue of Life.